# Bundestagswahlkreis Gera – Saale-Holzland-Kreis
Der Bundestagswahlkreis Gera – Saale-Holzland-Kreis war bei der Bundestagswahl 2002 ein Wahlkreis in Thüringen. Er besaß die Wahlkreisnummer 196 und umfasste die kreisfreie Stadt Gera und den Saale-Holzland-Kreis. Der Wahlkreis wurde im Rahmen der Wahlkreisreform von 2002 neu eingerichtet, jedoch schon zur Bundestagswahl 2005 wieder aufgelöst. Das Gebiet des Wahlkreises ging im neuen und größeren Wahlkreis Gera – Jena – Saale-Holzland-Kreis auf.
Das Direktmandat bei der Bundestagswahl 2002 wurde von Karsten Schönfeld (SPD)  mit 36,6 % der Erststimmen gewonnen.

## Wahlergebnis der Bundestagswahl 2002
| Kandidaten                     | Kandidaten                     | Parteien/Listen   | Erststimmen | Erststimmen | Zweitstimmen | Zweitstimmen |
| Kandidaten                     | Kandidaten                     | Parteien/Listen   | Stimmen     | %           | Stimmen      | %            |
| ------------------------------ | ------------------------------ | ----------------- | ----------- | ----------- | ------------ | ------------ |
|                                | Karsten Schönfeldgewählt im WK | SPD               | 44.947      | 36,6        | 48.681       | 39,5         |
|                                | Bernward Müller                | CDU               | 33.315      | 27,1        | 32.513       | 26,4         |
|                                | Ruth Fuchs                     | PDS               | 30.796      | 25,1        | 24.800       | 20,1         |
|                                | Peter Kindermann               | GRÜNE             | 3.631       | 3,0         | 4.595        | 3,7          |
|                                | Percy Wessely                  | FDP               | 7.701       | 6,3         | 7.476        | 6,1          |
|                                | −                              | REP               | –           | –           | 703          | 0,6          |
|                                | −                              | GRAUE             | –           | –           | 817          | 0,7          |
|                                | −                              | ödp               | –           | –           | 214          | 0,2          |
|                                | Martin Soa                     | NPD               | 2.539       | 2,1         | 1.965        | 1,6          |
|                                | –                              | Schill            | –           | –           | 1.579        | 1,3          |
| Gesamt                         | Gesamt                         | Gesamt            | 122.929     | 100         | 123.343      | 100          |
|                                |                                |                   |             |             |              |              |
| Ungültige Stimmen              | Ungültige Stimmen              | Ungültige Stimmen | 2.110       | 1,7         | 1.696        | 1,4          |
| Wähler                         | Wähler                         | Wähler            | 125.039     | 75,3        | 125.039      | 75,3         |
| Wahlberechtigte                | Wahlberechtigte                | Wahlberechtigte   | 166.101     |             | 166.101      |              |
|                                |                                |                   |             |             |              |              |
| Quellen: Der Bundeswahlleiter, |                                |                   |             |             |              |              |